# 유럽 공동체 번호
유럽 공동체 번호(영어: European Community number) 또는 EC 번호(영어: EC number)는 유럽 위원회가 유럽 연합 내 규제 목적으로 물질에 할당한 고유한 7자리의 식별자이다. EC 인벤토리는 EINECS, ELINCS, NLP 목록의 3가지 개별 인벤토리로 구성된다.

## 같이 보기
- 고유 식별자